# Homme de Loschbour
L'Homme de Loschbour (en luxembourgeois : Löschbur-Mann) est le nom donné à un squelette d'Homo sapiens découvert en 1935 au Mullerthal, dans la commune de Heffingen, au Grand-Duché de Luxembourg.
Il est YDNA haplogroupe I-M423*.

## Historique
Le squelette presque complet fut découvert dans un abri sous un rocher en surplomb au Müllerthal, au lieu-dit Löschbur, tout près de l'Ernz Noire, par l'archéologue amateur Nicolas Thill, un instituteur luxembourgeois.

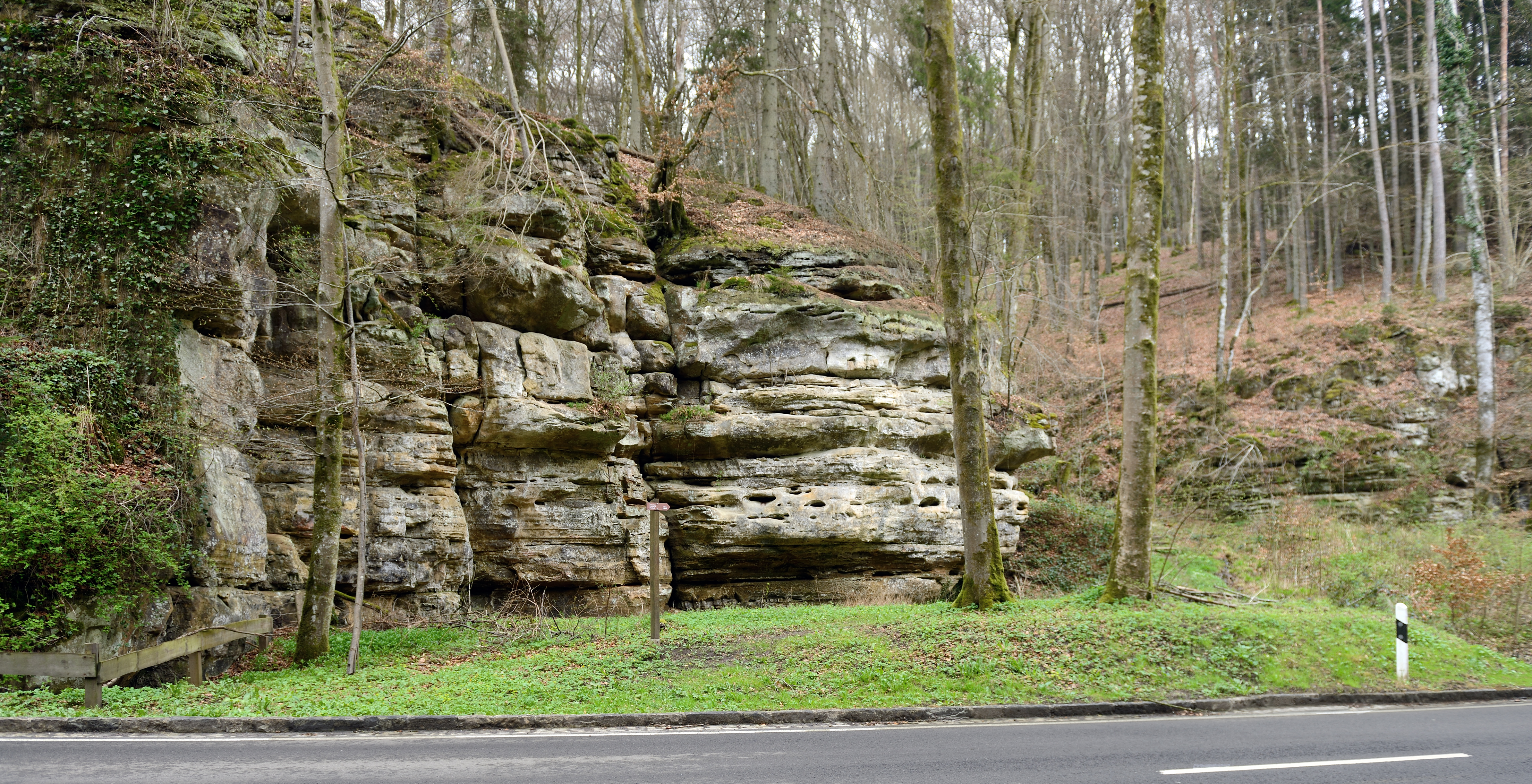
L'abri sous roche où fut découvert le squelette.

## Datation
L'Homme de Loschbour est âgé de plus de 8 000 ans.

Cette datation en fait le plus ancien fossile humain trouvé à ce jour au Luxembourg.

## Conservation
Le squelette de l'Homme de Loschbour est conservé au Musée national d'histoire naturelle du Luxembourg, à Luxembourg.